# ジョルジュ・グルンツ
ジョルジュ・グルンツ（George Gruntz、1932年6月24日 - 2013年1月10日）は、スイスのジャズ・ピアニスト、オルガニスト、ハープシコード奏者、キーボード奏者、作曲家。ジョルジュ・グルンツ・コンサート・ビッグ・バンドや、フィル・ウッズ、ラサーン・ローランド・カーク、ドン・チェリー、チェット・ベイカー、アート・ファーマー、デクスター・ゴードン、ジョニー・グリフィン、メル・ルイスなどとの共演で知られる。
スイスのバーゼルで生まれたグルンツは、多くのオーケストラや交響楽団からの依頼を受ける、熟練したアレンジャーおよび作曲家でもあった。1972年から1994年まで、彼はベルリン・ジャズ・フェスティバル（JazzFest Berlin）の芸術監督を務めた。

## ディスコグラフィ

### リーダー・アルバム
- Mental Cruelty: The 1960 Jazz soundtrack (1960年)
- 『ジャズ・ゴーズ・バロック』 - Bach Humbug! Or Jazz Goes Baroque (1964年)
- 『ジャズ・イタリアン・バロック』 - Jazz Goes Baroque 2 – The Music of Italy (1965年)
- 『ヌーン・イン・チュニジア』 - Noon in Tunisia (1967年)
- Drums and Folklore: From Sticksland with Love (1967年)
- Saint Peter Power (1968年)
- The Band – The Alpine Power Plant (1972年)
- 2001 Keys – Piano Conclave (1973年)
- Monster Sticksland Meeting Two – Monster Jazz (1974年)
- Eternal Baroque (1974年)
- The Band (Recorded Live at the Zürich Schauspielhaus) (1976年)
- 『パーカッション・プロファイルズ』 - Percussion Profiles (1977年)
- The George Gruntz Concert Big Band with Elvin Jones (1978年)
- 『レマンの朝』 - GG-CJB (1979年)
- Live at the "Quartier Latin" Berlin (1980年)
- 『シアター』 - Theatre (1983年)
- Living Transition. With Radio Big Band Leipzig (1986年)
- Happening Now (1987年)
- 『ファースト・プライズ』 - First Prize (1989年)
- 『シリアス・ファン』 - Serious Fun (1989年)
- 『ブルースン・デュエット・エト・セトラ』 - Blues 'n Dues Et Cetera (1991年)
- Beyond Another Wall (1992年)
- Cosmopolitan Greetings (1992年)
- Big Band Record (1994年)
- Mock-Lo-Motion (1995年)
- Liebermann (1998年)
- Merryteria (1998年)
- Live at JazzFest Berlin (1999年)
- Expo Triangle (2000年)
- Global Excellence (2001年)
- Ringing the Luminator (2004年)
- The Magic of a Flute (2003年) ※with ビッグ・バンド、8人の歌手[3]
- Tiger by the Tail (2005年)
- 『トリオ・ターゲ』 - Trio Tage (2005年) ※with ティエリー・ ラング、ディノ・サルーシ
- Pourquoi pas? Why Not? (2007年) ※with ビッグ・バンド[4]
- Matterhorn Matters (2010年)
- Dig My Trane – Coltrane's Vanguard Years (1961–1962) (2012年)

主な出典:

### コンピレーション・アルバム
- Sins'n Wins'n Funs – Left-cores and Hard-core En-cores (1996年) ※1981年–1990年録音
- The MPS Years (1996年) ※1972年–1981年録音
- Renaissance Man a.k.a. 30 + 70: The One Hundred Years of George Gruntz (2002年) ※1961年–2000年録音